# Prathai (huyện)
Prathai (tiếng Thái: ประทาย) là một huyện (amphoe) ở đông bắc của tỉnh Nakhon Ratchasima, đông bắc Thái Lan.

## Lịch sử
Làng Prathai đã được xây thời đế quốc Khmer. Vua Jayavarman II đã đóng doanh trại ở khu vực này khi mở rộng lãnh thổ về phía tây. Khi ông tại vị, Prathai bị bỏ hoang. Khu vực này đã trở thành một cộng đồng thời Sukhothai.
Prathai trong tiếng Khmer là trại.
Tambon Prathai đã được tách ra từ huyện Bua Yai để lập tiểu huyện (King Amphoe) ngày 1 tháng 1 năm 1961 và đã được chính thức nâng thành huyện vào năm 1963.

## Địa lý
Các huyện giáp ranh (từ phía bắc theo chiều kim đồng hồ) là Phon và Nong Song Hong của tỉnh Khon Kaen, Ban Mai Chaiyaphot của tỉnh Buriram, và Mueang Yang, Chum Phuang, Phimai, Non Daeng, Sida và Bua Lai của tỉnh Nakhon Ratchasima.

## Hành chính
Huyện này được chia thành 13 phó huyện (tambon). Thị trấn (thesaban tambon) Prathai nằm trên một phần của the tambon Prathai.
| 1.  | Prathai        | ประทาย    |  |
| 3.  | Krathum Rai    | กระทุ่มราย  |  |
| 4.  | Wang Mai Daeng | วังไม้แดง   |  |
| 6.  | Talat Sai      | ตลาดไทร   |  |
| 7.  | Nong Phluang   | หนองพลวง  |  |
| 8.  | Nong Khai      | หนองค่าย   |  |
| 9.  | Han Huai Sai   | หันห้วยทราย |  |
| 10. | Don Man        | ดอนมัน     |  |
| 13. | Nang Ram       | นางรำ     |  |
| 14. | Non Phet       | โนนเพ็ด    |  |
| 15. | Thung Sawang   | ทุ่งสว่าง    |  |
| 17. | Khok Klang     | โคกกลาง   |  |
| 18. | Mueang Don     | เมืองโดน   |  |

Các con số mất là tambon nay tạo thành huyện Non Daeng.